# أولف يوهانسون (متسابق بياثل)
أولف يوهانسون (بالسويدية: Ulf Johansson)‏ هو متسابق بياثل سويدي، ولد في 26 مايو 1967 في تيبرو في السويد.

## وصلات خارجية
- أولف يوهانسون على موقع IBU (الإنجليزية)
- أولف يوهانسون على موقع أوليمبيديا (الإنجليزية)
- أولف يوهانسون على موقع اللجنة الأولمبية السويدية (السويدية)